# Jugger

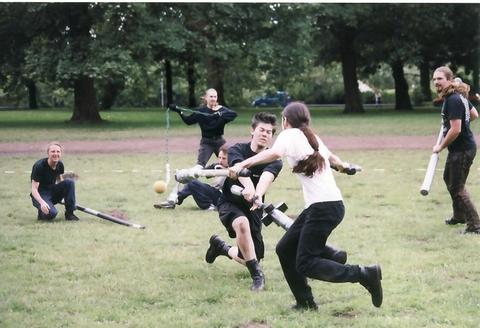
Hraní juggeru v Hannoveru

Jugger je moderní skupinový sport, inspirovaný australským sci-fi filmem Pozdrav od juggerů z roku 1989.
Ve filmu putuje postapokalyptickým světem od vesnice k vesnici tým tzv. „juggerů“, kteří se v brutální hře pomocí železných tyčí a řetězů snaží porazit soupeřův tým a narazit psí lebku coby míč na kolík v soupeřově poli.

## Popis hry
Ve sportovní nápodobě hrají pětičlenné týmy s měkčenými plastovými zbraněmi a pokouší se Jugg (= hrací balón, obvykle z pěnové hmoty), umístit na soupeřovu metu. Čtyři z pěti hráčů v týmu mají po celou dobu zbraně různých definovaných délek a tvarů. Jakmile je některý z hráčů zbraní zasažen, je odstaven mimo hru a dalších cca 15 sekund nesmí do dění hry zasahovat. Pátý hráč v týmu, neboli běžec, zbraň nemá. Je ovšem jediný, který může uchopit Jugg do rukou a jako jediný může skórovat. Jeho úkolem je pronést Jugg do soupeřova pole a tím skórovat. Protože běžec nesmí mít v rukou zbraň, pokoušejí se ho chránit jeho spoluhráči.
Takto se jugger hraje v mnoha zemích světa zhruba od 90. let, zvláště populární je v Německu, USA a Austrálii. V ČR se začíná výrazněji propagovat od roku 2016.

### Specifická česká varianta
Specifickou variantou hry je pak Czech Jugger – Krutá hra, hraná cca od roku 2009. Tvůrci české varianty hry se snaží více přiblížit filmu jednak postapokalyptickou estetikou svých kostýmů a výstroje a jednak tvrdostí hry. Kostýmy musí být funkční ochranou těla, především hlavy a kloubů. V základu jsou v týmu pouze 4 hráči (2 s holemi, 1 s řetězem a Qwik – ten jeden hráč, který může přenášet lebku), jinak jde stejně jako u mezinárodního Juggeru o donesení makety psí lebky do tzv. hnízda v soupeřově hřišti. Hráči se však zasahují především do hlavy, po zásahu do hlavy se musí zasažený dotknout země trupem – zády nebo břichem, pak teprve může vstát a opět se zapojit do hry. Hra je celkově tvrdší a násilnější než mezinárodní forma Juggeru a vyžaduje spíše větší odolnost a vytrvalost, zatímco mezinárodní Juggeři užijí spíše obratnost a rychlost.
Českou variantu sportu lze potkat především na akcích s postapokalyptickou tematikou jako součást programu a show pro diváky. Czech Juggers se také stali aktéry klipu české HC kapely Are You Local? s názvem We are Legion.